# 青山湖 (浙江省)
青山湖，原名青山水库，位于中华人民共和国浙江省杭州市临安区，青山湖街道与锦城街道之间，因位于青山西南而得名。水库位于东苕溪主源南苕溪中下游，水域面积20.2平方公里。该水库是以一个防洪为主，兼有发电、灌溉、供水、养殖等功能的大（二）型水库，为东苕溪防洪骨干工程的组成部分。青山水库是杭州市的饮用水源之一。

## 历史
青山湖位于天目山脉与杭嘉湖平原的过渡地带，为临安的东大门。青山湖所在处原有会锦潭，因潭中多鱼而被称为“锦潭鱼跃”，为临安十景之一。南苕溪与锦溪、灵溪、横溪在此汇流。水口处有两座山，称公山与姥山。据《临安县志》记载，“邑西南四溪之水，至此会流，乃一县之水口山也”。徐霞客《浙游日记》中称此山“一名紫薇，一名大山”。南苕溪北侧原有通往杭州的公路。
1950年后，南苕溪综合治理开始实施。1956年8月1日，受台风影响，天目山洪暴发引发洪水。1958年12月18日，青山水库开建，主要由当时临安县负责建设，余杭与桐乡二县配合修建。大坝横跨公山与姥山。水库于1964年4月30日建成，水库电站于1973年6月投产发电。建造该水库影响约9060人，共使16103余亩农田受淹。
1988年12月27日，水库开始除险加固工程。该工程投资2400万元，1992年8月完工。2002年9月20日亦投资1.1558亿元进行除险加固工程，2005年8月30日完工。

## 大坝
水库大坝位于临安区青山湖街道境内，由拦河大坝、副坝、泄洪闸、输水泄洪隧洞、水电站等组成。主坝结构为粘土心墙砂壳坝，高24.1米，长579米。副坝为均质土坝，高8.8米，长71.6米，距左坝头3.5公里。主坝右坝头设10孔泄洪闸，最大泄流量每秒5185立方米。主坝左坝头设有输水泄洪隧洞，内径4米，长212米，最大泄流量每秒145立方米。洞后设有水电站厂房与升压站。
水库大坝工程共使用土石方240万立方米，混凝土6万立方米，前期总投资4265万元。青山水库坝基为冲积层，厚12～14米。初期因粘土防渗齿槽未挖穿强透水层，坝体出现管涌、流土等现象，后采取帷幕灌浆及设排水减压井加反滤盖重的措施进行修补。

## 防洪能力
青山水库总库容2.15亿立方米，防洪库容1.76亿立方米，集水面积为603平方公里，占东苕溪流域面积的26.6％。水库以防洪为主，兼顾灌溉、发电、航运和水产养殖等功能，并保护杭州市和临安、余杭、德清、桐乡等市、县居民及农田的防洪安全。水库按百年一遇洪水设计建造，在安全加固工程完成后可抵御万年一遇的大洪水。
1964年起，青山水库根据工程和上下游情况，逐年编制控制运用计划并完善调度方案。浙江省防汛防旱指挥部于1987年下发《东苕溪（德清以上河段）1987年防洪调度工作规定》；1989年6月颁发《东苕溪（德清以上河段）防御洪水方案》，后经修订于1997年5月颁发《东苕溪（德清以上河段）洪水调度方案》；1998年5月印发《东苕溪特大洪水紧急分洪实施方案》。
目前，青山水库与四岭水库和南、北湖分滞洪工程共同参与德清以上河段之东苕溪干流洪水调度。水库汛期限制水位为25.0米，当水位在31.0米以下时，由杭州市防汛防旱指挥部负责调度；水位31.0米以上时，由浙江省防汛防旱指挥部负责调度。

## 生态

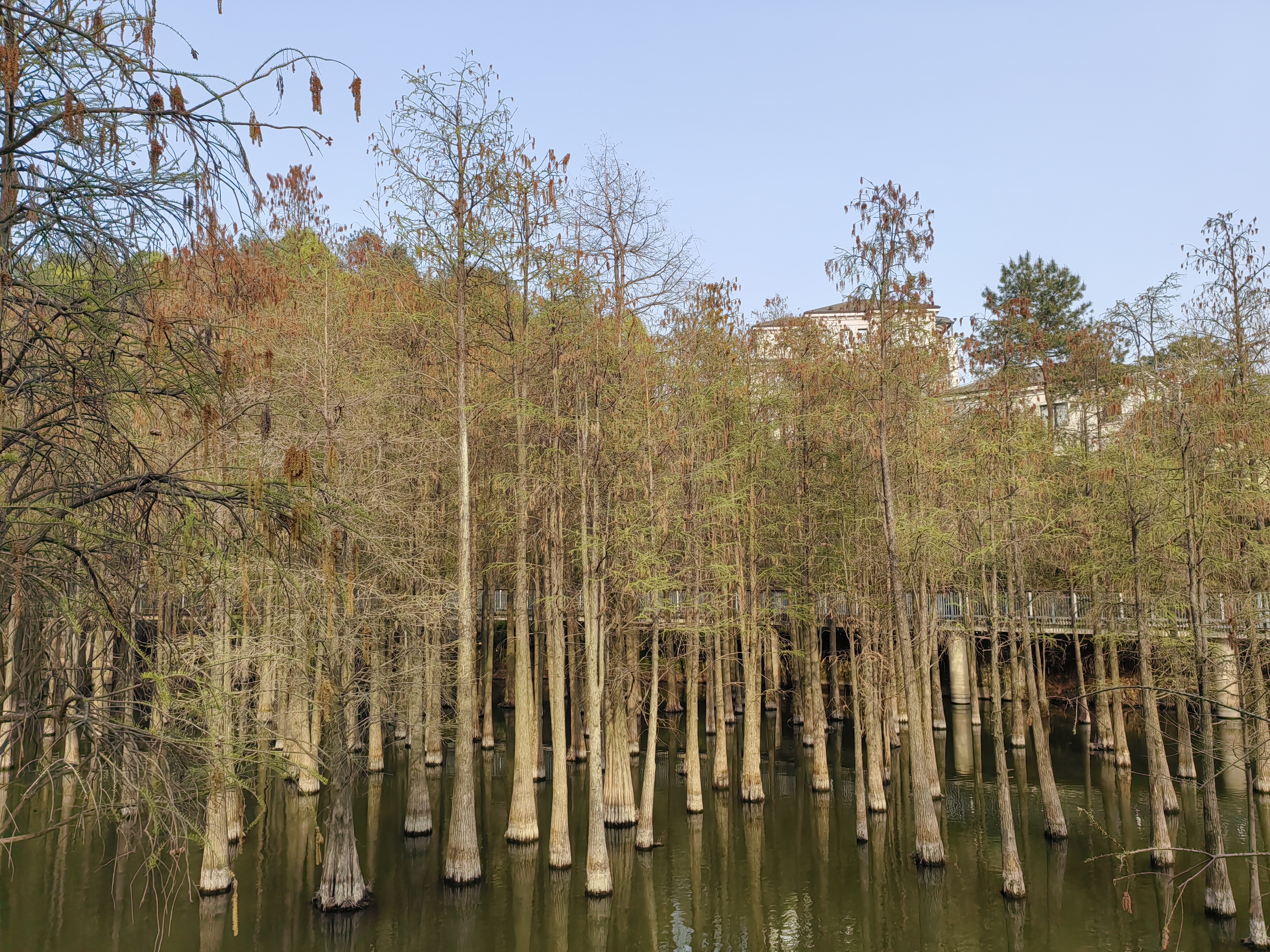
青山湖水上森林

青山湖水域为青山湖国家森林公园的组成部分。青山湖国家森林公园面积约64.5平方公里，境内共有240余种野生动物，其中鱼类30余种、两栖类20余种、爬行类30余种、鸟类100余种、兽类30余种，包含5种国家重点保护动物。植物包括裸子植物银杏及国家一级保护植物夏蜡梅等。2017年12月，在青山湖发现了冬候鸟之一的三趾鸥，此发现为临安首次，浙江省第5次。2019年7月，水域开放了3个垂钓区域。
青山湖北湖有一块面积近百万平方米的水上森林，种有原产于南美亚马逊雨林地区的池杉与红杉。该树种为1972年美国总统尼克松访华时所赠，后由周恩来总理安排种植于杭州植物园。树种在1977年由临安林业部门从杭州植物园购入并种植于青山湖水域。林中有游步道，形成“树在水中长，船在林间行，鸟在枝上鸣，人在画中行”的景观。

## 交通
环绕青山湖建有名为青山湖绿道的自行车道，全长42.195公里。该道路始建于2015年10月，分三期建设，2019年全线竣工。
邻近青山湖建有杭州地铁16号线的青山湖站，该站因近邻此湖而得名。湖底未来规划建设隧道、湖面建设跨湖桥。